# André Jousseaume
André Jousseaume (n. 27 iulie 1894, Yvré-l'Évêque, Pays de la Loire, Franța – d. 26 mai 1960, Chantilly, Picardie⁠(d), Franța) a fost un ofițer ce a reprezentat Franța, medaliat olimpic. A participat la 4 ediții ale Jocurilor Olimpice (1932, 1936, 1948, 1952) în care a câștigat 1 medalie de aur și 1 medalie de bronz.